# Ben Lamb
Benjamin Lamb, detto Ben (Tulsa, 31 marzo 1985), è un giocatore di poker statunitense.

## Carriera
Ha al suo attivo la vittoria di un braccialetto alle WSOP 2011 nel $10.000 Pot Limit Omaha Championship, che gli ha fruttato la vincita di $814.436.
Complessivamente vanta 12 piazzamenti a premi WSOP, di cui 4 tavoli finali. Il primo ITM è datato WSOP 2006 nel $1.500 Pot Limit Hold'em: il 12º posto gli è valso la vincita di $25.572.
Nel settembre 2006 ha vinto l'United States Poker Championship di Atlantic City ($60.000 di vincita), e due mesi più tardi ha centrato il successo nel Cherokee Poker Classic ($20.971 di vincita).
Alle WSOP 2007 ha ottenuto un solo piazzamento, che gli ha fruttato comunque un guadagno di $58.570: ha infatti chiuso al 156º posto il Main Event vinto poi da Jerry Yang. Ha migliorato questo risultato dopo due anni, arrivando al 14º posto nel Main Event delle WSOP 2009.
Dopo tre ulteriori piazzamenti a premi alle WSOP 2010 (11° nel $1.500 Limit Hold'em, $11.027 di vincita; 5° nel $1.500 Pot Limit Omaha Hi-Low Split 8 or Better, $53.319 di vincita; 30° nel $10.000 Pot Limit Omaha Championship, $19.839 di vincita) ha conquistato il primo braccialetto nel $10.000 Pot Limit Omaha Championship, sconfiggendo in heads-up il finlandese Sami Kelopuro.
Alle WSOP 2011 ha centrato complessivamente 4 piazzamenti a premi: oltre al braccialetto vinto, ha chiuso al 2º posto nel $3.000 Pot Limit Omaha ($259.918 di vincita), 12° nel $10.000 No Limit Hold'em Six Handed Championship ($56.140 di vincita) e 8° nel $50.000 Poker Player's Championship ($201.338 di vincita).
Ha conquistato il terzo posto nel Main Event delle WSOP 2011.
I suoi guadagni complessivi in tornei live superano i $6.500.000.